# スタニスワフ・モニューシュコ
スタニスワフ・モニューシュコ（Stanisław Moniuszko, 1819年5月5日 - 1872年6月4日）は、ポーランド人指揮者・作曲家。なお、NHKをはじめとした日本の放送局やレコード販売業者や興行業者はモニューシコとしている。

## 経歴
ポーランド語の歌劇や声楽曲により知られる。大衆的な題材を用いて、愛国主義的な舞台作品を残し、同じような傾向のバレエ音楽も手がけた。このためにポーランド・オペラの父と称される。アダム・ミツキエヴィチらの詩による12冊の歌曲集も残した。ワルシャワのポヴォンスキ墓地に埋葬されている。ポーランドと歴史的・文化的にゆかりの深いリトアニアでも活動し、門人にセザール・キュイがいる。カロル・シマノフスキは、「国際的なショパンとローカルなモニューシュコ」という比較を行い、モニューシュコのもつ安易な地域色を克服することが20世紀ポーランド楽壇の課題であると喝破した。

## 主要作品

### 歌劇
- ハルカ Halka（1847~48頃）
- いかだ乗り Flis (1858頃)
- ロキチャナ Rokiczana (1859頃)（未完）
- 伯爵夫人 Hrabina (1859頃)
- 貴族の言葉 Verbum Nobile (1860頃)
- 幽霊屋敷 Straszny Dwór (1861~1864)
- パリア Paria (1859~1869)

### バレエ音楽
- ウィンザーの陽気な女房たち Merry Wives of Windsor (1849頃)
- モンテ・クリスト伯 Monte Christo (1866)
- 宿舎にて Na kwaterunku (1868)
- 悪魔のいたずら Figle szatana (1870)